# Villarta de los Montes
Villarta de los Montes es un municipio español perteneciente a la provincia de Badajoz, en la comunidad autónoma de Extremadura. Forma parte de la mancomunidad de Cijara.
El municipio villarteño es el más oriental de Badajoz y toda Extremadura.
Su población en 2020 era de 423 habitantes censados según el INE.

## Situación
Asentada en un ámbito montuoso, en las estribaciones de la sierra de la Umbría, ya en los dominios de Castilla-La Mancha, pertenece a la mancomunidad integral de Cijara y al partido judicial de Herrera del Duque.
Villarta está situada en Badajoz (al noreste).
Su posición se encuentra bastante alejada de las restantes localidades de la zona (Herrera del Duque, Fuenlabrada de los Montes y Helechosa de los Montes), de las que la separa una orografía agreste, de enorme grandiosidad y belleza paisajística, en la que la naturaleza se manifiesta en todo su esplendor, cubierta de arbolado y vegetación. El paisaje aparece cubierto de pinares, dehesa y monte bajo, con abundancia de quejigos, jara y otros arbustos. Sobre los parajes circundantes, en que la Naturaleza se manifiesta con todo su esplendor, figura la Reserva Regional de Caza del Cíjara.
Los municipios limítrofes de Villarta de los Montes son:
- Al Norte, Bohonal de los Montes (27 km) y Horcajo de los Montes (50 km);
- Al Oeste, Helechosa de los Montes (30 km);
- Al Sur, Fuenlabrada de los Montes (35 km) y Puebla de Don Rodrigo (45 km);
- Al Este, Navalpino (60 km) y Puebla de Don Rodrigo (45 km);

mientras que de Badajoz capital le separan 220 km.
Se llega a través de:
Madrid -> Toledo -> Argés -> Pulgar -> Las Ventas con Peña Aguilera -> Retuerta del Bullaque -> Horcajo de los Montes -> Bohonal de los Montes -> Villarta de los Montes
Desde: Badajoz -> Santa Amalia -> Casas de Don Pedro -> Talarrubias -> N-430 -> Villarta de los Montes
Se trata del municipio situado más al este en Extremadura.

## Historia
La historia de Villarta de los Montes está relacionada con su pertenencia a la Mesta, y sus construcciones mantienen la tipología clásica de las relacionadas con las cañadas mesteñas.
El origen de la formación de este pueblo está estrechamente relacionado con la actividad ovina. Por lo tanto, se determina que su origen es pastoril, siendo en su principio los habitantes escasos.
Pasando el tiempo, y con él las vicisitudes históricas de cada época, la población se fue incrementando y extendiéndose urbanísticamente de una manera anárquica. La aparición de Villarta como pueblo incipiente data del siglo XIII, siendo así desconocida la fecha en que fue fundado.
El territorio de Villarta perteneció a la cora de Al-Belath, que comprendía la zona oriental de Cáceres y de Badajoz hasta Castuera, dentro del reino taifa de Toledo. Más tarde, en una serie de campañas militares, enmarcadas entre los años 1079 y 1085, el rey Alfonso VI de León y Castilla se apodera de las tierras de este reino musulmán de Toledo.
Después de la batalla de Sagrajas (1086), se pierden a manos de los almorávides muchas de las tierras comprendidas entre los ríos Tajo y Guadiana. No obstante, este último río sirve de frontera entre el reino de Castilla y el reino árabe a partir del año 1157. Después de la batalla de las Navas de Tolosa (1212), el territorio se ocupa totalmente.
A partir de 1444, todo el territorio está bajo el dominio de Gutierre de Sotomayor, Gran Maestre de la Orden de Alcántara y conde de Belalcázar, concedido por el rey Juan II de Castilla. En un censo de 1594, a Villarta se la incluye en la Tierra de Belalcázar en la Provincia de Trujillo.
A la caída del Antiguo Régimen la localidad se constituye en municipio constitucional en la región de Extremadura, entonces conocido como Villarta. Desde 1834 quedó integrado en el partido judicial de Herrera del Duque. En el censo de 1842 contaba con 161 hogares y 620 vecinos.

## Clima
Villarta de los Montes está situado en el dominio climático mediterráneo. Los factores más significativos en este aspecto son: inviernos fríos, veranos cálidos, sequía estival (que se extiende por los meses de junio a septiembre), irregularidad en las precipitaciones y fuertes oscilaciones térmicas.
Dentro del clima mediterráneo, y debido a unos factores geográficos y otros dinámicos como son la latitud, la situación de la región dentro de la provincia de Badajoz, la disposición del relieve y la altitud, podría considerarse el clima de esta zona extremeña un microclima, debido a que cuenta con unas precipitaciones anuales superiores a las comarcas adyacentes (entre 700 y 900 mm de media), y donde abundan las nieblas matinales debido a la cercanía del río Guadiana.

## Demografía
Villarta de los Montes cuenta con una población de 395 habitantes (INE 2024).
| Gráfica de evolución demográfica de Villarta de los Montes entre 1842 y 2021                                                                                              |
| |
| Población de derecho según los censos de población del INE. Población de hecho según los censos de población del INE.En estos censos se denominaba Villarta: 1842 y 1857. |

## Economía
Basada en la ganadería, agricultura y en el mantenimiento de la Reserva Regional de Caza del Cíjara.
El sector ganadero se dedica, principalmente, al cuidado de ganado ovino y caprino, que pacen en las zonas más áridas o cerealísticas en las que repelan hierbas y pastos. Antes existía algo de ganadería bovina, pero perdió importancia frente al cuidado del ganado ovino.
La agricultura es la segunda actividad económica importante. Principalmente, se cultivan cereales propios del clima continental: trigo, cebada, centeno y avena. En Villarta, las tierras llanas son casi inexistentes, por lo que la maquinaria agrícola no tiene a penas cabida. Dentro de la producción agrícola, también se puede destacar la actividad olivarera, la apicultura y la viticultura. La producción vitivinícola tiene escasa importancia, siendo pocas las viñas existentes.

## Monumentos y lugares de interés

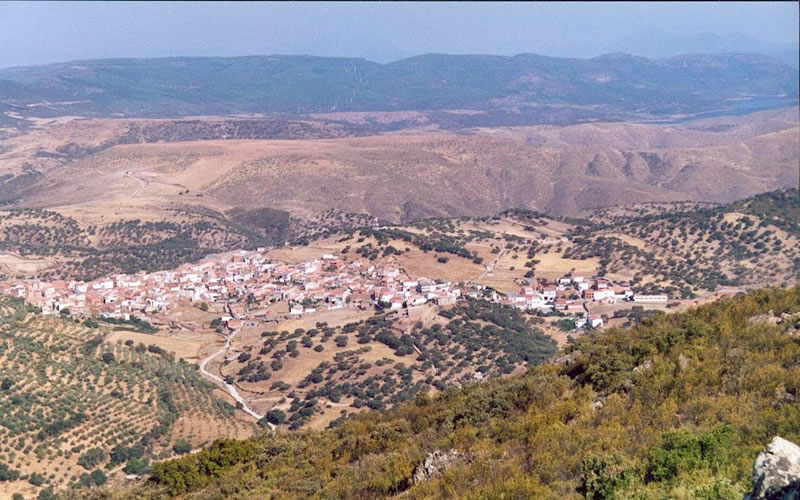
Panorámica de Villarta de los Montes, con el río Guadiana al fondo.

- Sobre el puente medieval de la Mesta, construido a mediados del siglo XIV, circulaba el mayor número de ganados de toda España, al constituir la puerta principal de entrada a los pastos de invierno de Extremadura para las ovejas de Castilla y León, procedentes de la cañada segoviana. Se trata de una construcción de mampostería y ladrillo, de factura gótico-mudéjar, con más de 225 metros de longitud, compuesto por 16 arcos principales de diferentes proporciones y modelos, la mayoría apuntados, de gran luz y con estribos cilíndricos. En la actualidad se halla cubierto por las aguas del pantano del Cíjara (Río Guadiana), siendo visible únicamente cuando su nivel es muy bajo.

- Sobre las alturas, al otro lado del puente, se yergue la ermita de Ntra. Sra. de la Antigua, emplazada en un descansadero de la Mesta. Es una construcción de sabor popular, con origen mudéjar, perimetrada por arquerías, a la que en el siglo XVIII se añadió una cúpula barroca acogiendo un camarín. El retablo y las pinturas que decoran el interior resultan de notable interés. La imagen de la Virgen titular es una hermosa talla románica en madera datable en el siglo XIII, de gran valor artístico.

- La población de Villarta, de pequeñas proporciones, se asienta sobre una topografía irregular que da lugar a una configuración urbanística de acusado tipísmo, con calles empinadas y tortuosas en las que perduran muchas casas de sabor popular. En el extremo más bajo del caserío, lindando ya con el campo, se alza, como edificación más señalada de la localidad, la iglesia parroquial de Santa María Magdalena (siglo XV), en la archidiócesis de Toledo, recoleta creación de modelo rural, con sencilla pero atractiva arquitectura, a la que la portada y una torre cuadrangular confieren un singular atractivo morfológico. Cuenta con retablo barroco de buena factura, con pinturas que se atribuyen a Juan Correa de Vivar.

- Delante de la iglesia se sitúa una fuente de tipo tradicional, configurando un rincón de notable atractivo conocido como "El Chorro".

## Folclore y costumbres
- Enero: Auto de los Reyes Magos, Las Carnestolendas, La Luminaria ("El Tizne")
- Febrero: San Blas y San Blasillo, Alabardas, Baile de los Ciegos
- Mayo: La Cruz y Los Mayos, Misa de la Villa ("Misavilla")
- Agosto: fiestas patronales en honor a la Virgen de la Antigua (días 14, 15, 16 y 17 de agosto)
- Noviembre: Quintos

## Gastronomía
Consecuencia de la abundante pesca (carpa, barbo, lucio, percasol, alburno, pez gato, blas...), los peces de río son un plato habitual en la mesa: salmorejo de peces asados a la brasa, o guisados con cebolla y vinagre.
Los productos lácteos y la carne también son muy abundantes en Villarta, ya que en sus montes y paisajes abundan animales como las cabras, ovejas, cerdos, ciervos, corzos, jabalíes, zorzales, perdices, conejos y liebres.
Entre los productos de matanza se pueden degustar las patateras, el pestorejo en adobo, el trabao en pringue, torreznos y el conocido tasajo. Además, y como platos presentes en toda la gastronomía de la región, no faltan en Villarta el popular gazpacho con patata asada y huevo frito, ajoblanco, y dulces caseros elaborados con miel de la zona; son de destacar la canelilla, "rosquillas",canelones y canutos, y mantecaos.
Otros platos típicos villarteños: Sopas de cachuela, sopas berrendas, migas, asadillo, sopas de ajo, ensalada de lechuga, cagao de gato, pisto, caldereta, espárragos...